# The Coverup
The Coverup è un film del 2008 diretto da Brian Jun, basata su una storia vera.

## Trama
Kevin Thacker, un ragazzo piuttosto mondano, viene misteriosamente assassinato di fronte al commissariato di Marshalltown. L'avvocato Stuart Pepper e la sua assistente Monica Wright indagano sul caso e ad aiutarli ci sarà il padre di Kevin, Thomas Thacker.

## Distribuzione internazionale
- Stati Uniti d'America: The Coverup, 18 ottobre 2008 (Austin Film Festival)